# Ауреліо Відмар
Ауреліо Відмар (англ. Aurelio Vidmar, нар. 3 лютого 1967, Аделаїда) — австралійський футболіст, що грав на позиції півзахисника. По завершенні ігрової кар'єри — тренер. З 2016 року очолює тренерський штаб команди «Бангкок Глесс».
Виступав, зокрема, за клуби «Стандард» (Льєж), «Феєнорд» та «Тенерифе», а також національну збірну Австралії.
Старший брат Тоні Відмара.

## Клубна кар'єра
Ауреліо розпочав свою професійну кар'єру з місцевою командою «Аделаїда Сіті», де грав до переїзду в Європу в середині 1990-их років, у сезоні 1994/95 він став кращим бомбардиром чемпіонату Бельгії. Він також грав в Іспанії, Швейцарії, Нідерландах та Японії, перш ніж повернувся в «Аделаїду Сіті» в 1999 році. Відмар підписав контракт з «Аделаїда Юнайтед», коли клуб зайняв місце «Аделаїда Сіті» в Національній футбольній лізі, тренер Джон Космина віддав йому капітанську пов'язку. Незважаючи на плани зіграти в першому сезоні A-ліги, він завершив кар'єру в 2005 році, завершивши 20-річну кар'єру гравця, в якій він зіграв 517 матчів і забив 127 м'ячів.

## Виступи за збірні
1996 року залучався до складу молодіжної збірної Австралії. На молодіжному рівні зіграв у 4 офіційних матчах (3 голи).
Відмар протягом 12 років був гравцем збірної Австралії і брав участь в трьох невдалих кваліфікаційних кампаніях до чемпіонату світу. Він забивав у ворота Аргентини Дієго Марадони в вирішальних кваліфікаційних матчах Австралії 1993 року, грав на «Мельбурн Крикет Граунд» проти Ірану в 1997 році, коли Австралія не втримала перемогу 2:0, зігравши внічию. Ауреліо іноді призначався капітаном збірної в період з 1995 по 2001 рік. На момент завершення кар'єри, мав в активі 44 матчі і 17 голів на міжнародному рівні.

## Кар'єра тренера
Після завершення кар'єри гравця в 2005 році він працював помічником Космини в «Аделаїді Юнайтед», він був призначений головним тренером команди 2 травня 2007 року. Сезон 2007/08 А-Ліги був не дуже вдалим для Ауреліо Відмара, його клуб фінішував шостим з восьми команд-учасниць і вперше не потрапив до фіналу. Звучали заклики до його відставки, які підсилювала невдала кампанія в Лізі чемпіонів АФК, клуб став лише третім у своїй групі, при цьому в чвертьфінал проходитв лише переможець.
Відмар почав намагатися повернути підтримку уболівальників «Юнайтед», забезпечивши цінні придбання, такі як Крістіану й Саша Огнєновський, він побудував захист «Юнайтед» й покращив атакувальні можливості клубу. Він вивів клуб до фіналу Ліги чемпіонів АФК 2008 року, «Юнайтед» став першою австралійської командою, якій це вдалося. Це спонукало генерального директора «Аделаїди Юнайтед» Сема Чікарельйо в листопаді 2008 року повторно підписати Відмара і його помічника Філа Стаббінса ще на три роки.
У тому ж місяці Відмар був включений до Зали слави Федерації футболу Австралії. Він також є членом Зали чемпіонів Федерації футболу Південної Австралії. Виголосив неоднозначну викривальну промову після другого матчу півфіналу проти «Мельбурн Вікторі», в якому «Аделаїда Юнайтед» програла з рахунком 4:0 та 6:0 за сумою двох матчів. Після матчу він стверджував, що Аделаїда — «нікчемне місто» і що в поразці винна політика клубу. Пізніше він вибачився за свої висловлювання.
З початком нового сезону Відмар не зміг повторити минулорічний старт, набравши лише п'ять очок в п'яти матчах. Він був підданий критиці за використання тактики з одним форвардом. «Аделаїда Юнайтед» посіла останнє місце в сезоні 2009/10 років. У листопаді 2009 року на прес-конференції Відмара сказав, що «обезголовить своїх гравців, як це роблять в Саудівській Аравії», якщо вони будуть погано грати. Після цих висловлювань «Аделаїда Юнайтед» дискваліфікував Відмара на два матчі. Клуб також оштрафував тренера на $ 10000. Після відходу з «Аделаїди Юнайтед» Відмар став тренером молодіжної збірної. У 2013 році він був виконуючим обов'язки тренера головної збірної Австралії.
З 2016 року очолює тренерський штаб команди «Бангкок Глесс».

## Статистика виступів

### Клубна
| Клубна статистика | Клубна статистика | Клубна статистика          | Ліга  | Ліга | Кубок             | Кубок             | Кубок ліги      | Кубок ліги      | Загалом | Загалом |
| Сезон             | Клуб              | Ліга                       | Матчі | Голи | Матчі             | Голи              | Матчі           | Голи            | Матчі   | Голи    |
| Австралія         | Австралія         | Австралія                  | Ліга  | Ліга | Кубок             | Кубок             | Кубок ліги      | Кубок ліги      | Загалом | Загалом |
| ----------------- | ----------------- | -------------------------- | ----- | ---- | ----------------- | ----------------- | --------------- | --------------- | ------- | ------- |
| 1985              | Аделаїда Сіті     | Національна Футбольна Ліга | 10    | 2    |                   |                   |                 |                 | 10      | 2       |
| 1986              | Аделаїда Сіті     | Національна Футбольна Ліга | 26    | 2    |                   |                   |                 |                 | 26      | 2       |
| 1987              | Аделаїда Сіті     | Національна Футбольна Ліга | 23    | 2    |                   |                   |                 |                 | 23      | 2       |
| 1988              | Аделаїда Сіті     | Національна Футбольна Ліга | 22    | 5    |                   |                   |                 |                 | 22      | 5       |
| 1989              | Аделаїда Сіті     | Національна Футбольна Ліга | 25    | 5    |                   |                   |                 |                 | 25      | 5       |
| 1989/90           | Аделаїда Сіті     | Національна Футбольна Ліга | 23    | 9    |                   |                   |                 |                 | 23      | 9       |
| 1990/91           | Аделаїда Сіті     | Національна Футбольна Ліга | 28    | 4    |                   |                   |                 |                 | 28      | 4       |
| Бельгія           | Бельгія           | Бельгія                    | Ліга  | Ліга | Кубок Бельгії     | Кубок Бельгії     | Кубок ліги      | Кубок ліги      | Загалом | Загалом |
| 1991/92           | Кортрейк          | Перший дивізіон            | 30    | 10   |                   |                   |                 |                 | 30      | 10      |
| 1992/93           | Варегем           | Перший дивізіон            | 32    | 18   |                   |                   |                 |                 | 32      | 18      |
| 1993/94           | Варегем           | Перший дивізіон            | 25    | 7    |                   |                   |                 |                 | 25      | 7       |
| 1994/95           | Стандард (Льєж)   | Перший дивізіон            | 32    | 22   |                   |                   |                 |                 | 32      | 22      |
| Нідерланди        | Нідерланди        | Нідерланди                 | Ліга  | Ліга | Кубок Нідерландів | Кубок Нідерландів | Кубок ліги      | Кубок ліги      | Загалом | Загалом |
| 1995/96           | Феєнорд           | Ередивізі                  | 15    | 2    |                   |                   |                 |                 | 15      | 2       |
| Швейцарія         | Швейцарія         | Швейцарія                  | Ліга  | Ліга | Кубок Швейцарії   | Кубок Швейцарії   | Кубок ліги      | Кубок ліги      | Загалом | Загалом |
| 1995/96           | Сьйон             | Націоналліга A             | 14    | 7    |                   |                   |                 |                 | 14      | 7       |
| Іспанія           | Іспанія           | Іспанія                    | Ліга  | Ліга | Кубок Іспанії     | Кубок Іспанії     | Кубок ліги      | Кубок ліги      | Total   | Total   |
| 1996/97           | Тенерифе          | Ла-Ліга                    | 25    | 1    |                   |                   |                 |                 | 25      | 1       |
| 1997/98           | Тенерифе          | Ла-Ліга                    | 0     | 0    |                   |                   |                 |                 | 0       | 0       |
| Японія            | Японія            | Японія                     | Ліга  | Ліга | Кубок Імператора  | Кубок Імператора  | Кубок Джей-ліги | Кубок Джей-ліги | Загалом | Загалом |
| 1998              | Санфрече Хіросіма | Джей-ліга                  | 15    | 4    | 3                 | 1                 | 0               | 0               | 18      | 5       |
| 1999              | Санфрече Хіросіма | Джей-ліга                  | 9     | 2    | 0                 | 0                 | 2               | 1               | 11      | 3       |
| Австралія         | Австралія         | Австралія                  | Ліга  | Ліга | Кубок             | Кубок             | Кубок ліги      | Кубок ліги      | Загалом | Загалом |
| 1999/00           | Аделаїда Сіті     | Національна Футбольна Ліга | 34    | 8    |                   |                   |                 |                 | 34      | 8       |
| 2000/01           | Аделаїда Сіті     | Національна Футбольна Ліга | 21    | 4    |                   |                   |                 |                 | 21      | 4       |
| 2001/02           | Аделаїда Сіті     | Національна Футбольна Ліга | 23    | 3    |                   |                   |                 |                 | 23      | 3       |
| 2002/03           | Аделаїда Сіті     | Національна Футбольна Ліга | 32    | 6    |                   |                   |                 |                 | 32      | 6       |
| 2003/04           | Аделаїда Юнайтед  | Національна Футбольна Ліга | 27    | 2    |                   |                   |                 |                 | 27      | 2       |
| Країна            | Австралія         | Австралія                  | 294   | 52   |                   |                   |                 |                 | 294     | 52      |
| Країна            | Бельгія           | Бельгія                    | 119   | 57   |                   |                   |                 |                 | 119     | 57      |
| Країна            | Нідерланди        | Нідерланди                 | 15    | 2    |                   |                   |                 |                 | 15      | 2       |
| Країна            | Швейцарія         | Швейцарія                  | 14    | 7    |                   |                   |                 |                 | 14      | 7       |
| Країна            | Іспанія           | Іспанія                    | 25    | 1    |                   |                   |                 |                 | 25      | 1       |
| Країна            | Японія            | Японія                     | 24    | 6    | 3                 | 1                 | 2               | 1               | 29      | 8       |
| Загалом           | Загалом           | Загалом                    | 491   | 125  | 3                 | 1                 | 2               | 1               | 496     | 127     |

### Матчі за збірну
| національна збірна Австралії | національна збірна Австралії | національна збірна Австралії |
| Рік                          | Матчі                        | Голи                         |
| ---------------------------- | ---------------------------- | ---------------------------- |
| 1991                         | 6                            | 1                            |
| 1992                         | 2                            | 0                            |
| 1993                         | 5                            | 2                            |
| 1994                         | 4                            | 2                            |
| 1995                         | 1                            | 0                            |
| 1996                         | 1                            | 0                            |
| 1997                         | 16                           | 8                            |
| 1998                         | 0                            | 0                            |
| 1999                         | 0                            | 0                            |
| 2000                         | 5                            | 0                            |
| 2001                         | 4                            | 4                            |
| Загалом                      | 44                           | 17                           |

### Статистика тренера
Станом на 30 квітня 2017
| Нац.              | Команда           | З                 | По                | Досягнення | Досягнення | Досягнення | Досягнення | Досягнення | Досягнення | Досягнення | Досягнення |
| Нац.              | Команда           | З                 | По                | Іг.        | В          | Н          | П          | ЗМ         | ПМ         | РМ         | % Перемог  |
| ----------------- | ----------------- | ----------------- | ----------------- | ---------- | ---------- | ---------- | ---------- | ---------- | ---------- | ---------- | ---------- |
| Австралія         | Аделаїда Юнайтед  | 2 травня 2007     | 3 червня 2010     | 94         | 35         | 26         | 33         | 113        | 74         | +39        | 37,23      |
| Таїланд           | Бангкок Глесс     | 13 серпня 2016    | теп.час           | 17         | 8          | 4          | 5          | 31         | 26         | +5         | 47,06      |
| Загалом у кар'єрі | Загалом у кар'єрі | Загалом у кар'єрі | Загалом у кар'єрі | 111        | 43         | 30         | 38         | 144        | 101        | —          | 38,74      |

1  Перемога або поразка в серії післяматчевих пенальті враховані в графі «нічиї».

## Титули і досягнення

### Гравець

#### Командні
- Володар Кубка Швейцарії (1):

«Сьйон»: 1995—1996

#### Збірні
- Володар Кубка націй ОФК: 2000

#### Особисті
- Нацкращий бомбардир Чемпіонату Бельгії: 1994-95
- Футболіст року в Океанії (1): 1994

### Тренер
- Володар Кубка Чемпіонів Таїланду: 2021